# Пиротски град
Пиротски град или Момчилов град, је утврђење крај Нишаве у данашњем Пироту. Подигнуто је за владавине кнеза Лазара (1371—1389) тим просторима. Османлије су успеле да га заузму, али га је 1386. године повратио војвода Димитрије, што је био један од повода за Косовску битку 1389. године. Током прве половине XV века налазио се на простору српско-османлијских сукоба, тако да се повремено налазио у поседу српских деспота Стефана (кнез 1389—1402, деспот 1402—1456) и Ђурђа (1427—1456), након чега је трајно прикључен Османском царству. Утврђење је било у војној употреби све до прве половине XX века. Данас је већим делом очувано, а од 1970. до 1986. године су на њему вршена археолошка истраживања, праћена рестаураторско-конзерваторским радовима, које су изводили регионални Завод за заштиту споменика културе из Ниша и Музеј Понишавља из Пирота. Током истраживања Средњег дела града археолози су нашли трагове насеља које датира 5.000 година у назад, а откривени су и разни други трагови из енеолита и гвозденог доба, антике, ране Византије и средњег века.
Српско средњовековно утврђење је релативно малих размера и састојало се од цитаделе брањене предутврђењем. Касније му је, највероватније у XVIII веку, дограђен слабији бедем са пушкарницама на простору према реци.
Тврђава је комплетно реконструисана 2018. године, а затим и 2022, када су додати и нови интерактивни садржаји.
- Главна капија споља
- ... изнутра...

## Историја Пиротског града

### Оснивање града
Према предању народа током векова али и на основу средњовековне историје Балкана, пиротски град је подигнут од стране чувеног војводе са јужних Родопа Момчила. Због овога се јавља и назив Момчилов град. О Војводи Мочилу се зна веома мало и то да је живео у првој половини XIV века и да је учествовао у ромејским грађанским ратовима у којима је успео да добије високо звање деспота на основу свог умећа и залагања. Његово деспотовање није дуго трајало јер је погинуо 1345. године у опсади града Перитеориона. Историјски није разјашњено да ли је сам Пирот подигао војвода Момчило или је то урадио кнез Лазар услед страха да ће доћи до најезде Турака. Пошто се Пирот налазио на самом правцу османских продора, Лазар је у утврђење сместио војну посаду под заповедништвом Стефана Мусића. Пиротски крај се у то доба налазио на главном трговачком и војном путном правцу, кроз који је пролазио Цариградски пут.

### Пад града
Како је пала суседна Бугарска, пиротски крај и пограничје око њега постали су привлачна мета пљачкашима, који су били претходнице турске најезде. Турски историчар Мехмед Нешри погрешно приписује Пирот трновском цару Ивану Шишману и говорећи о догађајима везаним за њега даје подробнији опис самог утврђења:
„Причало се да је Шишман имао на Лазаревој граници један високи тврди град кад му је Али-паша узео земљу, а који се звао Сехир-Који. Позади му је била провалија, а спреда је била шеварика и њега беше исто тако паша, високи белег коме је бог помоћник, узео. Лазар даде војску Димитрију Кобилићу па му заповеди да оде Сахир-који узме га од Турчина. Овај Димитрије био је један храбар, бесан проклетник. Кажу да је сам могао да се бори против десет хиљада мушкараца. Димитрије појаха свога ајгира и са нешто мало неверника дође у Пирот, па се споразуме са неверницима који су били у граду. Пирот предадоше Димитрију.”
Нешри даље у својим списима описује како је Мурат, чувши за ово, послао десет хиљада људи на Пирот, које је предводио Јахши-бег и Серуџе-паша. Лазар затим шаље у помоћ пиротској посади двадесет хиљада људи (што је свакако претерана цифра) које је предводио Лазарев сестрић. Овде се очигледно мислило на Мусића, док је загонетни Димитрије Кобилић у ствари Димитрије Војиновић, војвода кнеза Лазара и рођени брат монахиње Јефимије. Према Нешрију, неко од ове двојице, Димитрије или Мусић је после кратке опсаде евакуисао тврђаву и затим је запалио што је разбеснело турску војску. Према неким историчарима и њиховим мишљењима ово је био директан повод за Косовску битку.
- Изглед тврђаве
- Тврђава пре реконструкције, 2001. године
- Одсјај у води 2020. године
- Пиротски град ноћу 2020. године
- Тврђава 2025. године

## Техничке карактеристике
Пиротски град је био утврђење које се веома тешко могло освојити, а то су Турци схватили када су дошли пред њене зидове 1386. године. На самом врху стене, у оквиру северног бедема била је подигнута висока донжон кула са које се простирао велики поглед на широко пиротско поље. У то време, Пиротски град су чиниле 2 целине:

### Горњи град
- Горњи град - подножје и улаз у град
- Јужна и западна кула, поглед из подножја
- Јужна кула и степенице
- Источна кула

Горњи град који је био подигнут на високој стени поред реке Бистрицe незнатно удаљен од њеног ушћа у Нишаву. Основа града има неправилан, издужени, полигонални облик, у правцу пружања запад-исток, димензија 50х35 метара, са четири куле правоугаоне основе, распоређене на све четири стране света, које су појачане изломљеним правцем пружања веома снажног бедема. Улазна капија се налазила на југозападном прелому бедема и ту је била истурена пета, Донжон кула. Бедем и куле су грађени од ломљеног притесаног камена, са уметнутим уломцима од античке опеке. У северном и источном делу трасе бедема су изведена два испадна угла, веома погодна за стрелце.
- Горњи град - Унутрашњост Горњег града
- Западна кула
- Јужна кула
- Јужна кула и степенице, поглед са највише куле
- Унутрашње степенице
- Северна, највиша кула, Донжон кула
- Туристички обилазак тврђаве

### Доњи град
Друга целина, доњи град, димензија 70х60 метара, степенасто је спуштен на подножје издвојене стене, јужно, источно и северно уз горњи град и он је био опасан јаким бедемима на којима су биле куле и надсводна капија. Високо стење и река иза града били су природни одбрамбени механизам града тако да се Пироту могло прићи само са једне стране. Чак је и тај прилаз био ограничен због мочварног земљишта.
- Дорњи град и остаци старих зидина
- Под зидинама
- Подножје
- Остаци старих зидина

Најнижу или прву одбрану града чине река Бистрица и фортификациони канали који опасују тврђаву.
- Река Бистрица и фортификациони канал
- Бистрица, поглед са тврђаве
- Канал око тврђаве
- Канал испред тврђаве и мост
- Простор између зидина тврђаве и канала

У унутрашњости кула постављене су изложбе са различитим темама које представљају историју и културу Пирота.
- Додатни садржаји у унутрашњости кула
- Тераса на централној кули
- Детаљ
- Презентација документарног филма о историји тврђаве и града
- Изложба у једној од просторија у кули

## Музеј Понишавља - Археолошка поставка
У саставу Музеја Понишавља неколико година се налази и Археолошка поставка експоната у згради у комплексу Пиротског града. У овој згради музеја налазе се експонати прикупљени са територије Пиротског округа.

## Занимљивости
- Ове карактеристике терена и самог града је турску војску и те како стављало у много лошу стратешку позицију. Постојао је и трећи део града, слабији бедем са пушкарницама на простору према реци али он је изграђен тек у XVIII веку. Након косовске битке, Пирот је мењао своје господаре, повремено је био у поседу деспота Стефана и деспота Ђурђа. Након пада Смедерева и краха српске деспотовине у XV веку, трајно пада у Османско власништво све до ослобођења од Турака.[5]
- Делови филма Бој на Косову су снимани на тврђави у Пироту, као и неке сцене серије „Вук Караџић.”
- Пиротски град је обновљен је 2018. године.[7]